# Nyon
Nyon – miasto i gmina (commune) w zachodniej Szwajcarii, w kantonie Vaud, siedziba administracyjna okręgu (district) Nyon. Leży nad Jeziorem Genewskim, ok. 25 km na północ od Genewy, jedna z najszybciej rozwijających się miejscowości pomiędzy Genewą i Lozanną. Powierzchnia miasta wynosi 6,80 km², a tereny jego położone są na wysokości 372–478 m n.p.m., przy czym centrum miasta leży na wysokości 403 m n.p.m.

## Historia
Człowiek pojawił się w rejonie Nyon już w epoce neolitu. Na brzegach Jeziora Genewskiego wznosili domostwa na palach (palafity), których ślady znaleziono w kilku miejscach w okolicach miasta. Na początku IV w. p.n.e. dotarli tu przez przełęcze Jury przedstawiciele celtyckiego plemienia Sekwanów. Zbudowali oni gród z drewniano-ziemnymi umocnieniami. Nazwano go Novio Dunon (pl. Nowy Gród), co legło u podstawy dzisiejszej nazwy miasta. Prawdopodobnie w II w. p.n.e. usytuowali tu ufortyfikowaną osadę dawni Helweci, zapewne jako ostatnią strażnicę na południowym skraju zajmowanego przez siebie terytorium. Nazwa tej osady utrwaliła się w łacinie jako Noviodunum. Kolejny Nyon został założony w tym samym miejscu przez Rzymian między 50 a 43 rokiem p.n.e. pod nazwą Colonia Julia Equestris. Stał się wtedy jedną z najważniejszych rzymskich kolonii w Helwecji, o zabudowie opartej na klasycznych normach rzymskich. Istniało tutaj forum, bazylika i amfiteatr (odkryty w 1996 roku). Wodę ze źródeł u podnóża Jury w dzisiejszym Divonne-les-Bains (Francja) doprowadzał kryty akwedukt o długości 11 km.
W połowie III w. zaczął się powolny upadek rzymskiego miasta. Jego apogeum przypadło na IV-V wiek (okres tzw. wielkiej wędrówki ludów), jednak miejskie wzgórze cały czas pozostawało zamieszkane. Kamienne bloki i kolumny, pochodzące z dawnych rzymskich budowli, były wykorzystywane w całym regionie przy wznoszeniu obiektów tworzącej się administracji kościelnej.
Po rozpadzie państwa Karola Wielkiego ziemie między Jeziorem Genewskim a Jurą znalazły się w granicach Górnej Burgundii (od 888 królestwa), a następnie w granicach królestwa Burgundii (od 1034 należącego do Cesarstwa rzymskiego). Do końca XIII w. Nyon pozostawał we władaniu możnej rodziny lokalnych feudałów Cossonay-Prangins. Ich siedzibą był rycerski zamek wybudowany w XII w. na szczycie wzgórza, w miejscu starszej warowni z X w. Wokół zamku, często na fundamentach rzymskich budowli, rozwijało się miasto. W 1293 panowie Cossonay-Prangins byli zmuszeni przekazać swe ziemie hrabiemu Sabaudii, Amadeuszowi V. Ten wkrótce ofiarował miasto wraz z okolicą swemu bratu, Ludwikowi I, władającemu tzw. Pays de Vaud. W ten sposób Nyon znalazł się na ponad 60 lat w rękach przedstawicieli bocznej gałęzi rodu hrabiów sabaudzkich. Często rezydowali oni w tutejszym zamku (w którym funkcjonowała wówczas również mennica) i poświęcali wiele uwagi samemu miastu. W 1359 Nyon został połączony z innymi posiadłościami domu sabaudzkiego. Był na owe czasy stosunkowo dużym miastem – w 1416 liczył ok. 600 mieszkańców.
W 1536 Nyon, jak cały Pays de Vaud, dostał się pod zwierzchnictwo Berna. Berneńczycy przynieśli tu reformację. W wyniku rewolucji z 1798 Nyon wszedł w 1803 wraz z całym Pays de Vaud (jako kanton Vaud) w skład konfederacji szwajcarskiej.
W XIX w. miasto rozrasta się i rozwija. W miejsce dawnych manufaktur (np. istniejąca w latach 1781–1813 słynna manufaktura porcelany i fajansu) rozwija się drobny przemysł fabryczny (m.in. fabryki zapałek i makaronów). Od 1825 r. do portu w Nyon zaczynają zawijać regularnie statki parowe żeglugi genewskiej. W 1858 r. otwarta zostaje linia kolejowa z Lozanny do Genewy, przebiegająca przez Nyon. W 1865 r. zaczyna działać gazownia miejska, która umożliwia m.in. wprowadzenie gazowego oświetlenia ulic. Dwadzieścia lat później, w 1885 r. w mieście zainstalowano pierwsze telefony. Od 1906 r. rozpoczyna się elektryfikacja miasta. Towarzyszy temu jego rozwój kulturalny: m.in. w 1860 r. Nyon otwiera w budynku collège'u pierwsze miejskie muzeum historyczne, które w 1888 zostaje przeniesione do zamku (Musée du Château de Nyon).

## Demografia
W Nyon mieszka 22 465 osób. W 2021 roku 40,7% populacji gminy stanowiły osoby urodzone poza Szwajcarią.

## Gospodarka
Obecnie Nyon to centrum naukowe (szkoła wyższa Gymnase de Nyon) oraz administracyjne. Jest siedzibą władz Europejskiej Unii Piłkarskiej UEFA (od 1995 r.), Światowej Organizacji Koszykarskiej FIBA (od 2005 roku), oraz UNI Global Union - organizacji związków zawodowych z całego świata. W Nyonie odbywały się m.in. losowania Mistrzostw Europy w piłce nożnej, Ligi Mistrzów i innych rozgrywek. Znajduje się tutaj także szpital, kino, kilka hoteli, restauracji, kawiarni itp. Port jachtowy i przystań żeglugi pasażerskiej. Muzea w mieście: Muzeum Jeziora Genewskiego (Musée du Léman), Muzeum Romańskie (Musée Romaine) i muzeum w zamku (Musée du Château de Nyon). Każdego roku w lipcu Nyon gości Paléo Festival, jeden z największych festiwali muzycznych w Szwajcarii.

## Zabytki
- zamek
- Temple de Nyon, romańsko-gotycki kościół, pierwotnie katolicki pw. NMP (Notre Dame), obecnie protestancki.
- ruiny amfiteatru rzymskiego. Odkryte w trakcie prac ziemnych pod budowę domu w czerwcu 1996 r. Amfiteatr w Nyon jest szóstym z kolei amfiteatrem rzymskim, odkrytym na terenie Szwajcarii, po Avenches, Vindonissie, Augst, Martigny i Bernie. Zbudowany został na łagodnym stoku opadającym od miasta ku Jezioru Genewskiemu, na planie elipsy, prawdopodobnie w 111 r., za panowania cesarza Trajana. Po upadku Rzymu zrujnowany i w znacznej części rozebrany: pochodzące z niego kamienne bloki zostały znalezione w murach średniowiecznych fortyfikacji Genewy. W 2000 r. władze Nyon podjęły decyzję o zaadaptowaniu amfiteatru do organizacji imprez masowych, z pozostawieniem jednakże fragmentu murów w ramach stałej ekspozycji archeologicznej.
- akwedukt z czasów rzymskich. Liczył ok. 11 km długości, w większości w formie kanału zagłębionego w grunt, wyłożonego kamiennymi płytami i podobnie przykrytego. Zachowany we fragmentach.

## Współpraca
Miejscowość partnerska:
- Nyons, Francja

## Transport
Przez teren miasta przebiegają autostrada A1 oraz drogi główne nr 1, nr 122, nr 123 i nr 124.